# مهالاي ميريشكور
مهالاي ميريشكور هي بلدة في مقاطعة بشكو في ولاية بخارى في أوزبكستان.